# リード大学
リード大学（英: Reed College) は、アメリカ合衆国オレゴン州に位置する私立大学である。

## 概略
リード大学は、キャンパスを米国オレゴン州ポートランドに置いているリベラル・アーツ・カレッジである。1908年創立。

## ランキング
- US.NEWS全米大学ランキング：リベラルアーツ部門全米93位

## 主な出身者
- スティーブ・ジョブズ - 退学、Apple共同創立者、ピクサー共同創立者
- ダニエル・コトキ - 中退、Apple元社員、ジョブズの友人
- デール・ジョルゲンソン - ハーバード大学教授、経済学者
- ラリー・サンガー - オハイオ州立大学教授、wikipediaの共同創立者
- ゲーリー・スナイダー - 米国の詩人、ピューリッツアー賞受賞者
- リチャード・ハンナ - 米国の政治家、米国下院議員